# Cucaburra-grande
A cucaburra-grande ou cucaburra-risonha (Dacelo novaeguineae) é uma ave Coraciiforme da família Alcedinidae, mede aproximadamente 40 cm de comprimento, com uma cabeça grande, olhos proeminentes cor de café e um bico muito grande. Pode ser encontrado na parte oriental da Austrália.
Ave mítica na cultura aborígene, o seu canto assemelha-se a um riso.